# 下卡珀尔
下卡珀尔是奥地利上奥地利州罗尔巴赫县的一个市镇。总面积23平方公里，总人口1018人，人口密度44.3人/平方公里（2005年）。